# 国際フランス語圏の日
国際フランス語圏の日（フランス語: Journée internationale de la Francophonie）は、フランス語とフランス語圏の文化を祝う、毎年3月20日にフランコフォニー国際機関の77の加盟国による記念日。 地球上には3億6900万人以上のフランス語話者が存在する。
1970年3月20日にニジェールで開催されたニアメ条約の署名を記念して1988年に制定された。この条約により、フランコフォニー国際機関の前身である文化技術協力機構（フランス語: Agence de Coopération Culturelle et Technique）が設立された。
フランスの文化やフランス語が広域に及んでいる事には、大航海時代以降フランスが多くの植民地を支配したという背景がある。
2013年、当時のカナダのラフランコフォニー担当大臣スティーブンブラニーはスピーチで、国際フランス語圏の日は「フランス語と豊かで多様なフランス語圏の文化だけでなく、平和、民主主義、フランコフォニー国際機関のすべてのメンバーを繋ぐ人権の尊重を祝うもの」であるとした。 